# Don't Phunk with My Heart
Don't Phunk with My Heart är den första singeln från Black Eyed Peas fjärde album Monkey Business. Den släpptes 2005 och låg som högst trea på Billbordslistan i USA, vilket gör den till gruppens andra topp tio-singel. Låten har också legat trea i Storbritannien. Kanske är låten mest känd för sitt dubbeltydiga och något kontroversiella användande av ordet "phunk" i titeln.
Låten är skriven av will.i.am, P.Board, G. Pajon Jr, och Full Force, och producerad av will.i.am. Den är uppbyggd kring en sampling av "Aye Naujawan Hai Sab Kuchch Yahan", från 70-talsfilmen Apradh - ursprungligen framförd av indiska sångerskan Asha Bhosle och skriven av Kalyanji Anandji. Introt är däremot lånat från en annan Bollywoodsång - "Yeh Mera Dil Yaar Ka Diwana" (från filmen Don och också den framförd av Asha Bhosle). I låten finns också en tolkning av "I Wonder If I Take You Home", originalet framfördes av Lisa Lisa och Cult Jam. 

## Listplaceringar
| År   | Topp-lista                         | Position     |
| ---- | ---------------------------------- | ------------ |
| 2005 | U.S. Billboard Hot 100             | 3            |
| 2005 | U.S. Billboard Hot 100 Airplay     | 6            |
| 2005 | U.S. Billboard Pop 100             | 2            |
| 2005 | U.S. Billboard Pop 100 Airplay     | 3            |
| 2005 | U.S. Billboard Hot Digital Songs   | 1            |
| 2005 | U.S. Billboard Hot Digital Tracks  | 1            |
| 2005 | U.S. Billboard Dance Radio Airplay | 4            |
| 2005 | U.S. Billboard Hot Rap Tracks      | 22           |
| 2005 | U.S. Billboard Top 40 Mainstream   | 3            |
| 2005 | U.S. Billboard Rhythmic Top 40     | 18           |
| 2005 | U.S. Billboard Adult Top 40        | 30           |
| 2005 | U.S. Billboard Latin Pop Airplay   | 32           |
| 2005 | U.K. Singles Chart                 | 3            |
| 2005 | Australian ARIA Singles Chart      | 1 (3 veckor) |
| 2005 | New Zealand Singles Charts         | 1 (2 veckor) |
| 2005 | Singapore Top 20 Singles           | 1 (3 veckor) |
| 2005 | VH1 Top 20 Countdown               | 1 (3 veckor) |
| 2005 | Canadian Singles Chart             | 1            |